# Tour de France 2004/18. Etappe
Die achtzehnte Etappe der Tour de France 2004 führte über 166,5 km von Annemasse südlich des Genfersees durch den französischen Jura nach Lons-le-Saunier.
Auf der Etappe gab es fünf Berge, von denen sich alle in den Kategorien 4 bis 2 bewegten. Außerdem gab es wieder zwei Zwischensprints. Früh konnten sich  Mercado, García Acosta, Joly, Flecha, Fofonow und Lotz vom Hauptfeld absetzen. Der Deutsche Ronny Scholz konnte nach einem Defekt nicht mehr an die Spitzengruppe aufschließen. Filippo Simeoni wollte sich den Ausreißern anschließen, doch folgte ihm Lance Armstrong, mit dem er im Rechtsstreit über die Dopingvorwürfe um den Arzt beider Fahrer Michele Ferrari stand. Da klar war, dass das Feld Armstrong nicht ziehen lassen würde, redete er auf die anderen Ausreißer ein und ließ sich erst zurückfallen als Simeoni dies auch tat.
Mit einem Vorsprung von elf Minuten auf das Hauptfeld machte die Spitzengruppe den Etappensieg unter sich aus. 15 Kilometer vor dem Ziel, bei der letzten Bergwertung, kam es zunächst zu einer Attacke von Sébastien Joly, die jedoch vereitelt wurde. Erst Juan Miguel Mercado konnte entweichen und einen kleinen Vorsprung herausfahren. José Vicente García Acosta konnte noch zu Mercado springen. Zwölf Kilometer vor dem Ziel gab es das Duo Mercado/García Acosta an der Spitze, dahinter das Trio Fofonow/Lotz/Flecha. Noch dahinter war Sébastien Joly, der jedoch wieder zu dem Trio aufschließen konnte. Mercado konnte sich im Sprint gegen García Acosta durchsetzen und gewann die Etappe.
Im Feld, das elf Minuten Rückstand hatte, gab es noch eine Attacke von Sandy Casar, der sich im Klassement um das Weiße Trikot verbessern wollte, was ihm jedoch nicht gelang. Den Spurt des Hauptfeldes gewann Thor Hushovd vor Robbie McEwen und Danilo Hondo.

## Zwischensprints

### Zwischensprint 1 inSaint-Jean-de-Gonville(43,5 km)
| Erster  | Dmitri Fofonow, 6 P. und 6 s      |
| Zweiter | Sébastien Joly, 4 P. und 4 s      |
| Dritter | Juan Antonio Flecha, 2 P. und 2 s |

### Zwischensprint 2 inClairvaux-les-Lacs(144 km)
| Erster  | Sébastien Joly, 6 P. und 6 s      |
| Zweiter | Juan Miguel Mercado, 4 P. und 4 s |
| Dritter | Juan Antonio Flecha, 2 P. und 2 s |

## Bergpreise

### Bergpreis 1
| Côte de Collonges, Kategorie 4 |                               |
| Erster                         | Dmitri Fofonow, 3 Punkte      |
| Zweiter                        | Juan Antonio Flecha, 2 Punkte |
| Dritter                        | Marc Lotz, 1 Punkt            |

### Bergpreis 2
| Col de la Faucille, Kategorie 2 |                                      |
| Erster                          | Juan Miguel Mercado, 10 Punkte       |
| Zweiter                         | José Vicente García Acosta, 9 Punkte |
| Dritter                         | Dmitri Fofonow, 8 Punkte             |
| Vierter                         | Marc Lotz,7 Punkte                   |
| Fünfter                         | Sébastien Joly, 6 Punkte             |
| Sechster                        | Juan Antonio Flecha, 5 Punkte        |

### Bergpreis 3
| Côte de Lajoux, Kategorie 3 |                               |
| Erster                      | Juan Miguel Mercado, 4 Punkte |
| Zweiter                     | Dmitri Fofonow, 3 Punkte      |
| Dritter                     | Marc Lotz, 2 Punkte           |
| Vierter                     | Juan Antonio Flecha, 1 Punkt  |

### Bergpreis 4
| Côte des Crozets, Kategorie 3 |                               |
| Erster                        | Juan Miguel Mercado, 4 Punkte |
| Zweiter                       | Sébastien Joly, 3 Punkte      |
| Dritter                       | Marc Lotz, 2 Punkte           |
| Vierter                       | Juan Antonio Flecha, 1 Punkt  |

### Bergpreis 5
| Côte de Nogna, Kategorie 4 |                                      |
| Erster                     | Juan Miguel Mercado, 3 Punkte        |
| Zweiter                    | José Vicente García Acosta, 2 Punkte |
| Dritter                    | Juan Antonio Flecha, 1 Punkte        |